# جون ستورم روبرتس
جون ستورم روبرتس (بالإنجليزية: John Storm Roberts)‏ هو مختص في الموسيقى العرقية ‏ بريطاني، ولد في 24 فبراير 1936 في لندن في المملكة المتحدة، وتوفي في 29 نوفمبر 2009 في كينغستون في الولايات المتحدة.

## وصلات خارجية
- جون ستورم روبرتس على موقع ميوزك برينز (الإنجليزية)
- جون ستورم روبرتس على موقع ديسكوغز (الإنجليزية)